# Thecla mesca
Thecla mesca är en fjärilsart som beskrevs av Dyar 1914. Thecla mesca ingår i släktet Thecla och familjen juvelvingar. Inga underarter finns listade i Catalogue of Life.